# Conservatorio Nacional de Música (Túnez)
El Conservatorio Nacional de Música (en árabe: المعهد الوطني للموسيقى بتونس) es una institución de educación musical en la capital del país africano de Túnez. Se trata de una escuela de música dependiente del Ministerio de Cultura. Instalada en la calle en París, es una de las instituciones musicales más antiguas del país. Con profesores de renombre, el número de estudiantes aumentó con el tiempo, llegando a 600 en 2008. Muchos músicos conocidos han sido sucesivamente responsables de dirigir la academia, como Salah El Mahdi, Ahmed Achour, Mohamed garfi, Hamadi Ben Othman y Lassaad Kriaa. En 2011, el violinista Koubaa Rashid se convirtió en el director de la institución.